# Кировская областная типография
«Кировская областная типография» — типография в г. Киров с более чем 200-летней историей. Год основания — 1796-й.

## История создания
В 1797 году 26 февраля из Правительствующего сената в Вятское губернское правление поступил указ Его Императорского Величества от 16 сентября 1796 года. Указ начинался со следующих строк: «В прекращение разных неудобств, которые встречаются от свободного и неограниченного печатания книг, признали Мы нужным следующие распоряжения…», и далее по тексту следовало несколько пунктов указа. По сути своей документ устанавливал цензуру печати в Российской империи, и одним из пунктов указа гласил: «В губернских городах дозволяется при наместнических правлениях завести типографии…».
Вятское губернское правление исполнило этот указ. На содержание типографии с марта 1797 года были выделены деньги, а первое документальное подтверждение о работе типографии находится в протоколе Губернского правления за 18 ноября 1797 года.
«Для удобства печатания и для надзирания за типографией» она была размещена в южном корпусе губернских присутственных мест, надзирать за типографией поручили секретарю Губернского Правления. Состояла типография поначалу только из одного печатного станка (старинного ручного) и четырёх служащих: корректор, наборщик, два ученика, сторож.
Случай, который помог Губернскому правлению приобрести типографию, не без курьёза. В то время на Вятке уже была частная типография, которой владел надворный советник Голохвастов. Вероятно, испугавшись цензуры и предположив, что будут затруднения в работе, он предложил Губернскому правлению выкупить имущество типографии за одну тысячу рублей, а если в казне нет средств на единовременную оплату, готов получать по сто рублей в год. Правление согласилось на предложение Голохвастова и приняло у него всё имущество типографии, которого было немного, на предложенных условиях. Детальной описи не сохранилось, но согласно документам, через 30 лет в 1828 году типография имела всего два печатных станка и четыре наборщика..
В разные годы кураторами типографии были такие известные личности, как Александр Иванович Герцен и Михаил Евграфович Салтыков-Щедрин, каждый из них оставил след в жизни типографии, и самый заметный именно Салтыков-Щедрин.
К слову 6 декабря (18 декабря) 1837 года в помещении Благородного собрания торжественно была открыта Вятская публичная библиотека. На открытии Герцен произнёс знаменитую речь о роли книги и библиотеки в истории человечества, впоследствии напечатанную именно в Кировской областной типографии в количестве 100 экземпляров и ставшую первым литературным изданием на Вятке.
В 1867 году Губернская Типография приобрела первую скоропечатную машину от Франц-Марк и Ко. Приобретение скоропечатной машины составило эпоху в жизни Типографии. Машина, заменяющая несколько станков, позволила Типографии брать заказы, требующие быстроты исполнения. С этого времени Губернская типография пошла быстрыми шагами по пути расширения своей производительности..
Типография в основном зарабатывала за счет подписки на «Губернские Ведомости» (около 2000 экземпляров).
Из отдельных изданий в Губернской типографии печатались (1868—1869 гг.): Вятские губернские ведомости (2400 экземпляров в 1868 г. и 2000 экземпляров в 1869 г.), журналы Вятского губернского собрания и доклады губернской земской управы (600 экземпляров), Вятский календарь, составленный Фармаковским (2000 экземпляров), Устав о наказаниях, налагаемых мировыми судьями (500 экземпляров), Список лиц, состоящих на службе по ведомству Министерства Внутренних Дел (100 экземпляров), Протокол о народном образовании (600 экземпляров), Отчет губернской земской управы по взаимному земскому страхованию (600 экземпляров), Правила Уржумского общественного собрания (50 экземпляров), Извлечения из судебных уставов 20 ноября 1864 года (2000 экземпляров), Доклады Слободской уездной земской управы (120 экземпляров)..
В период с 1872—1897 гг. Губернская типография экспонировала на четырёх выставках. На каждой экспонаты удостаивались награды.
Согласно историческим сведениям после снятия цензуры и появления частных типографий, Губернская типография, привыкшая к монополии, оказалась неконкурентоспособной. Государственное предприятие не всегда успевало за веяниями времени и отставало в развитии. Всё поменялось с приходом в 1875 году нового смотрителя типографии — Петра Мефодиевича Вычегжанина. Благодаря его верным решениям и приложенным усилиям типография к своему столетнему юбилею стала лучшей в Вятской губернии, имея 14 единиц оборудования, в том числе электрический керосиновый двигатель, шесть скоропечатных машин (в том числе одна большая), линовальная машина, несколько специальных станков (брошюровальный, обрезальный и проч.) и несколько ручных печатных. К своему столетнему юбилею в типографии работало 77 человек, управлял типографией старший советник губернского правления Николай Александрович Спасский. Типография выпустила богато оформленную книгу и собрала на торжество множество гостей во главе с губернатором Н. Н. Новосельским, отслужили молебен, почтили работников типографии за труды и отметили несомненную пользу вековой работы печатного станка в Вятке. Управляющему типографией в дар на память о юбилее и была преподнесена эта фотография.

1897 служащие вятской губ типографии

## Помещение Губернской типографии
Вятская Губернская Типография помещалась на первом этаже южного корпуса присутственных мест на берегу р. Вятки. Общая площадь 489,9 кв м.

Контора Типографии

Помещение Типографии состояло из нескольких комнат: контора, кабинет смотрителя, машинная, факторская, кладовая, помещение для двигателя, переплетная, брошюровальная, прихожая. В конторе производился прием, выдача и сортировка заказов. В кабинете смотрителя стояла линовальная машина, здесь также находились готовые заказы, которые перед сдачей заказчикам сортировал смотритель. В машинной стояло шесть скоропечатных машин, один ручной станок и бастонка для мелких работ. В факторской листы разбирались по сортам и раскладывались. В кладовой хранились бумага, картон, краски, кожа и другие материалы, употребляемые для печати и переплета. В помещении для двигателя располагался двигатель, обнесенный металлической сеткой. В этой комнате находился также столярный и печатный станок. В наборной работали наборщики, набирающие тексты. Кроме того в ней помещались несколько мальчиков, складывающих листы отпечатанных форм. Всего наборных комнат было три. 

В данной комнате наборщики набирали тексты

 В переплетной и брошюровальной стояли машины для сшивания брошюр проволокой, для обжимания корешков книг, обрезания, для разрезания картона, здесь также находились два чугунных и один деревянный прессы. Под потолком на шестах сушились готовые листы. Здесь же складывали отпечатанные листы после просушки. В прихожей как правило ночевали сторожи и дежурные рабочие. Здесь также был бак для мочки бумаги перед печатанием.

Машинная комната

Со времени основания и по сей день работа Типографии не останавливалась ни на один день, ни во время революции, ни в годы Великой Отечественной войны, когда здесь печатали множество эвакуированных газет тиражами до 150 тыс. экземпляров, издавались уникальные серии книг. В 2017 году Кировская областная типография за заслуги во время Великой Отечественной войны награждена почётным знаком «Киров — город трудовой славы».
Прошло более 200 лет и в мае 2009 года ОАО «Кировская областная типография» снова стала частным предприятием. Персонал переведён в Общество с ограниченной ответственностью «Кировская областная типография» (ООО «Кировская областная типография»). С 2009 года типография является фактическим продолжателем традиций, заложенных изначально государственными предприятиями — Вятской губернской, а затем Кировской областной типографией.

## Кировская областная типография сейчас
На сегодняшний день на предприятии трудятся более 80 человек на площади в 5.000 м2.
За годы существования предприятие провело несколько модернизаций производственных технологий и оборудования. За последние 5 лет был обновлен парк оборудования компании и заменен на современные, сложные, автоматизированные комплексы, способные в кратчайшие сроки выполнить изготовление разнообразной упаковочной продукции с высочайшим качеством.
Реализовывая обновление, компания в течение 2010—2013 гг. (первый этап модернизации) реконструировала заброшенное здание, превратив его в современный производственный комплекс. Сумма инвестиций составила более 52 млн руб. Стоит отметить, что перевод компании на новую производственную площадку проходил без остановки деятельности.
Следующим этапом стал 2016 год, когда компанией были проведены проектные работы и приобретено новое оборудование для выпуска картонной упаковки. На текущий момент сумма инвестиций составила более 80 млн руб.

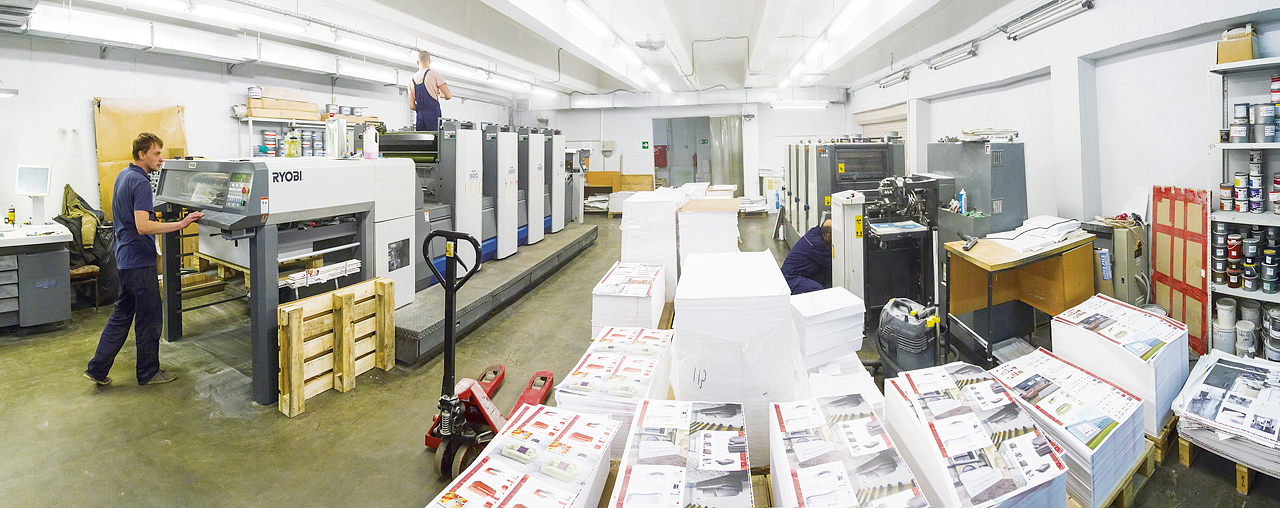
Кировская областная типография сейчас

## Социальная ответственность
Как и ранее, результат работы предприятия высоко ценится на региональном уровне и не только. Так, ООО «Кировская областная типография» стала победителем в областном конкурсе «Предприниматель года 2014» в номинации «За эффективную предпринимательскую деятельность в сфере материального производства».
Неоднократно полиграфическая продукция, изготовленная типографией, была отмечена в различных отраслевых конкурсах и выставках за высокое качество исполнения, входила в номинанты на награждение и занимала почётные места.
В 2010 году типография стала лауреатом всероссийского конкурса «Книга года» в номинации «Отпечатано в России».
В ежегодном конкурсе «Вятская книга года» подавляющее большинство победителей конкурса в различных номинациях представляли свои издания, изготовленные именно в Кировской областной типографии.
Предприятие продолжает традиции не только в производственной сфере, но и в социальных вопросах, оказывая благотворительную помощь различным учреждениям и организациям, поддерживает деятельность ветеранской организации бывших работников типографии, находящихся на пенсии.
Безусловно, успехи предприятия нераздельно связаны с профессиональным ростом сотрудников. Со времени своего основания типография считалась «колыбелью печати на Вятке», благодаря тому, что именно в её стенах росли и крепли специалисты. В настоящее время более половины руководителей подразделений имеют высшее профильное образование. Ежегодно за счёт средств предприятия сотрудники посещают различные отраслевые выставки, проходят стажировки, осваивая новое оборудование и технологии.